# Софийский собор (Пушкин)
Софи́йский собо́р (Вознесе́нский собо́р) — православный храм в бывшем городе София (ныне — часть города Пушкина в составе Санкт-Петербурга). Являлся капитульным храмом ордена Святого Владимира.
Храм на Софийской площади Пушкина относится к Санкт-Петербургской епархии РПЦ, входит в состав Пушкинского (Царскосельского) благочиния. Настоятель — протоиерей Зверев.

## История

### 1780—1917
Идея создания собора связана с Греческим проектом Екатерины Великой и строительством уездного города София, заложенного в 1780 году юго-западнее Царскосельского парка. План разрабатывал шотландский архитектор Камерон согласно задуманному Екатериной II «Проекту больших территорий»: шесть парков и слобод вплоть до села Павловского должны быть объединены регулярной планировкой. Колоннада должна была вести к Софийскому собору, архитектура которого по требованию императрицы должна была ассоциироваться с храмом Св. Софии в Константинополе, отсюда названия храма и города.
30 июля (10 августа) 1782 года в софийской деревянной церкви святых Константина и Елены в присутствии императорской фамилии была отслужена литургия по случаю закладки Софийского собора. Проектными и строительными работами руководил Ч. Камерон. Совместно с ним работал И. Е. Старов. Освящение храма состоялось 20 (31) мая 1788 года в присутствии Екатерины II, наследника и придворных. Богослужение возглавил Гавриил (Петров), митрополит Новгородский и Санкт-Петербургский. Настоятелем нового собора был назначен духовник Александра и Константина Павловичей протоиерей Самборский.
С самого освящения и до 1845 года собор был капитульным (орденским) храмом ордена святого Владимира.
9 (22) сентября 1817 года «состоящий в городе Софии собор» был передан расквартированному с 1815 года поблизости лейб-Гусарскому полку. Походная полковая церковь была установлена в центральном приделе. В северном приделе в 1832—1899 годах находилась церковь лейб-гвардии Кирасирского его величества полка, в южном в разное время с 1850 года размещались храмы Образцового пехотного полка, лейб-гвардии 1-го и 2-го стрелковых батальонов.
Офицеры лейб-Гусарского полка в 1836 году преподнесли собору икону покровителя полка святого Павла Исповедника в серебряном вызолоченном окладе. Она была установлена в киоте-поставце у левого клироса центрального придела.
В 1833 году в память даты переформирования, был перенесён полковой праздник лейб-гвардии Кирасирского его величества полка со дня святителя Николая Чудотворца (9 мая) на день мученика Иулиана Тарсийского (21 июня). По этому случаю был написан храмовый образ святого на кипарисовой доске в сребропозлащённом окладе, который хранился в соборе до 1899 года.
В 1849 году во время капитального ремонта храма при устройстве под собором подвалов для размещения в них печей так называемого «аммосовского отопления» под главным престолом была обнаружен мраморный ковчег с частицей мощей и серебряной вызолоченной доской.
Изначально колокола размещались в одном из малых барабанов собора. В 1903—1904 годах на Софийской площади по проекту архитектора Бенуа была возведена соборная колокольня, построенная на средства шефа Гусарского полка императора Николая II. В её нижнем этаже устроена часовня преподобного Серафима Саровского.
В 1903 году Николай II пожаловал собору крест и церковную утварь — точную копию полученной храмом в дар от Екатерины II ко дню освящения. Первая утварь (богослужебные сосуды, Евангелия, подсвечники, водосвятная чаша и брачные венцы) в 1812 году в связи с опасностью похода Наполеона на Санкт-Петербург была передана в Воскресенскую церковь Екатерининского дворца, а затем в Екатерининский собор.

### 1917—1988
С 1918 года Софийский собор стал приходским храмом.
6 ноября 1933 года вышло постановление Ленинградского пригородного райисполкома о закрытии собора. Подобное постановление Леноблисполкома было подписано только 10 октября 1934 года.
Здание собора было передано 32-й механизированной бригаде, использовавшей его в качестве склада. Территория площади была превращена в учебный полигон.
После Великой Отечественной войны в здании снова размещался склад, в котором разводился открытый огонь с целью утилизации отходов производства.
Юго-западная часть бывшей Софийской площади с 1960 года была занята гаражно-строительным кооперативом №4. Оставшаяся часть площади была замусорена, в некоторых местах произошло заболачивание местности.

### После 1988
Церковная община была образована в 1988 году. После чего митрополит Алексий (Ридигер) обратился в Пушкинский районный исполком с просьбой о регистрации общины и передаче ей собора. 13 марта 1988 года решение о передаче храма было принято.
8 июня 1989 года, в престольный праздник Вознесения Господня, протоиереем Геннадием Зверевым была отслужена первая литургия. Восстановление собора было начато с его колокольни, которую отреставрировали к апрелю 1991 года.
20 февраля 1995 года Софийский собор был включён в список памятников архитектуры федерального значения указом  №176 президента РФ Ельцина.
В мае 1998 года были «Вятскими кустарными мастерскими» изготовлены и установлены новые иконостасы, являющиеся копией дореволюционных. После выдержки иконостасов в храме, все резные детали были позолочены.
17 мая 1999 года состоялось полное освящение храма.
C 28 по 31 мая 2009 года прошло празднование 20-летия возобновления богослужений в Софийском соборе. В рамках празднования прошли торжественные богослужения; награждения клира, благотворителей и прихожан митрополичьими и патриаршими наградами; праздничный концерт.
Вечером 28 мая 2009 года храм посетил Патриарх Московский и Всея Руси Кирилл.

## Архитектура, убранство и устройство собора
Софийский собор — одно из первых сооружений в стиле русского классицизма в Санкт-Петербурге и его пригородах.
Основной кубический объём увенчан пятью главами на невысоких цилиндрических барабанах. Фасады отмечены портиками дорического ордера. Плоскости стен собора обработаны неглубокими нишами с полуциркульными завершениями, прорезанными высокими прямоугольными оконными проёмами.
Квадратный в плане, с низкими куполами, собор лишь отчасти напоминает константинопольский храм. Камерон не имел достаточного представления о византийской архитектуре, поэтому собор, крестово-купольный в плане, с фасадами, оформленными дорическими портиками, более похож на знаменитую виллу Капра (ла Ротонда), построенную А. Палладио близ Виченцы. Только пологий купол, арочные люкарны Царскосельского храма напоминают Византию.
На стенах храма в круглых нишах в 1999—2009 годах были установлены мозаики, выполненные мозаичной мастерской Екатерины Огородниковой (на западном фасаде), и эмалевые изображения:
| Сторона храма | Изображения                                       | Изображения                          | Изображения                              |
| ------------- | ------------------------------------------------- | ------------------------------------ | ---------------------------------------- |
| Западная      | Крест ордена Святого Александра Невского с мечами | Спас Нерукотворный                   | Крест ордена Святого Владимира с мечами  |
| Южная         | Знак лейб-гвардии Гусарского его величества полка | Апостол Андрей Первозванный          | Знак ордена Святого Андрея Первозванного |
| Восточная     | Герб Царского Села                                | Священномученик Иоанн Царскосельский | Знак Балтийской строительной компании    |
| Северная      | Крест ордена Святой Анны c мечами                 | Святой Александр Невский             | Крест ордена Святого Георгия Победоносца |

В нишах по сторонам главного (западного) входа 7 июня 2013 года установлены и 13 июня освящены бронзовые скульптуры князей Александра Невского (справа) и Игоря Черниговского (слева). Скульптуры изготовлены во Франции народным художником Армении А. Г. Аветисяном в дар от Балтийской строительной компании.
Центральный купол в соборе сделан двойным, внутри его устроен второй, меньший. Этот купол и поддерживает второй, более широкий, барабан.
Первоначально в храме был один престол — в честь Вознесения Господня. 6 (18) ноября 1804 года был освящён левый, северный, придел святой великомученицы Екатерины (в 1850—1905 годах и с 1989 года. — святых равноапостольных царей Константина и Елены), а в 1850 году — правый — святого благоверного великого князя Александра Невского.
Внутреннее пространство храма разделено четырьмя пилонами с восемью колоннами из полированного гранита с позолоченными ионическими капителями. Некоторые колонны сохраняют повреждения, полученные в результате пожаров, которые случались в период закрытия храма. Капители и базы позолочены.
До 1849 года в самом соборе находился колодец, покрытый железной решёткой. Он был сооружён над ответвлением Таицкого водовода. В результате капитального ремонта колодец, как и второй вне собора, был уничтожен.
Убранство отличается простотой. Стены собора окрашивались внутри в светлый тон, оконные рамы обрамлялись позолоченными орнаментальными тягами. В настоящий момент стены белые, орнамент отсутствует.
Изображений первых иконостасов не сохранилось. В 1849—1850 годах в храме были установлены новые иконостасы. Иконостас главного алтаря был изготовлен по проекту И. Д. Черника, иконостасы приделов — П. Егорова. Они были окрашены в белый цвет с позолотой. В настоящий момент в храме установлены копии дореволюционных иконостасов.
По стенам храма, кроме икон, с 1790-х годов были размещены религиозные картины:
- «Введение во Храм Пресвятой Богородицы», П. И. Соколов (1788) — на горнем месте центрального алтаря.
- «Воскресение Христово», И. И. Бельский (1791)
- «Вознесение Господне», И. И. Бельский (1791)
- «Рождество Христово», П. С. Дрождин (1791)
- «Преображение Господне», Евстафий меньшой (1792)
- «Благовещение Пресвятой Богородицы», М. Ф. Воинов (1792)
- «Успение Божией Матери», П. С. Дрождин (1792)
- «Крещение Господне», И. И. Бельский (1793)
- «Рождество Пресвятой Богородицы», И. А. Пустынин (1793)
- «Явление Иисуса Христа Апостолу Фоме», Г. И. Угрюмов (1795)
- «Сошествие Святого Духа», Г. Скливос (1796)
- «Сретение Господне», Г. Скливос (1796)

Все картины были переданы в 1922 году в Русский музейный фонд. Ныне, вероятно, утрачены.
В левом и правом приделе запрестольными образами были соответственно — «Явление Бога Моисею на горе Синай» (1833) и «Воскресение Христово» (1898). В настоящее время запрестольный образ Софии, Премудрости Божией, имеется только в центральном алтаре.
Современная иконопись храма смешанная по стилю: а) иконы XVIII — начала XX веков из частных собраний и фондов музеев и б) иконы, написанные с конца XX века в древнерусском стиле.
Паникадила собора изготовлены на предприятии Русской православной церкви «Софрино». Оригинальные, меньшего размера, были созданы мастером золотых дел Бугом.
Над утварью для собора в 1787—1788 годах работали мастера золотых дел Франсуа Сеган (François Séguin) и серебряных дел Юст Николай Лунд (Just Nicolaus Lundt); лампады изготовил П. П. Ажи.
До 1917 года в западной части собора у пилонов были размещены военные трофеи: знамёна и знаки, отбитые при Чимкенте у кокандцев в 1864 году генералом Черняевым, а также мраморная доска с именами воинов лейб-гвардии Гусарского полка, погибших в первую турецкую войну Екатерины II.
До 1899 года в северном приделе находились штандарты Кирасирского (1817 года) и Драгунского (1804 года) полков.
После ремонта 1849 года у клиросов под стеклом были выставлены найденные серебряная закладная доска 1782 года, молоток и лопаточка, на которой были вензель Екатерины II и надпись на английском языке «Чарльз Камерон, архитектор». Там же находились старые полковые штандарты. В колонну у левого клироса была вмурована доска с памятной надписью: «Соборный сей храм сооружён во Имя Софии Премудрости Божией, празднуемой в день Вознесения Господня. Заложен в 1782 году в присутствии Ея Императорского Величества Екатерины II, в 21 лето царствования Ея. Освящён в присутствии Ея Императорского Величества, Его Императорского Высочества Государя Цесаревича, Великого Князя Павла Петровича и Их Императорских Высочеств Благоверных Государей, Великих Князей Александра Павловича и Константина Павловича, в 1788 году мая 20 дня.». Доска была утрачена, ныне на её месте новая, медная доска с изменённым текстом (добавлены сведения о новом освящении храма).
В 1900 году на Валдае были отлиты 10 медных колоколов, самый большой из которых весил 5,6 тонн. Пожертвования на изготовление звона собрали офицеры полка. После восстановления служб в соборе были размещены колокола, изготовленные в 1990 году. 26 апреля 2009 года состоялось освящение и подъём на колокольню новых колоколов.

## Чтимые святыни
- Икона священномученика Иоанна Царскосельского.
- Список иконы Божией Матери «Троеручица».
- Икона святителя Иоасафа Белгородского с частицей мощей.
- Общая икона святых: преподобных Марии, Кирилла и Антония Радонежских, святителя Димитрия Ростовского, благоверного князя Владимира Новгородского, святителя Феофана Затворника, преподобных Саввы Стромынского, Феодора Санаксарского, равноапостольной Марии Магдалины с частицами их мощей.
- Икона блаженной Любови Рязанской с частицей мощей.
- Икона преподобного Арсения Коневского с частицей мощей.
- Икона священномученика Петра (Зверева) с частицей мощей.
- Икона святой великомученицы Ирины с частицей мощей.
- Икона святого великомученика Пантелеймона Целителя с частицей мощей.
- Икона святого великомученика Георгия Победоносца с частицей мощей.
- Икона святителя Никиты Новгородского с частицей мощей.
- Икона святителя Николая Чудотворца с частицей мощей.

## Территория собора
Территория собора занимает практически всю Софийскую площадь, за некоторым исключением в северо-восточном углу, занятом газораспределительным пунктом.

### Памятник Александру Невскому
12 сентября 1990 года был освящён установленный к северу от собора памятник святому Александру Невскому работы скульптора Козенюка. Памятник установлен к 750-летию Невской битвы 1240 года, по инициативе и при участии Колпинского художественно-проектного кооператива «Зодчий».
Памятник представляет собой часть проекта конной статуи, представленного скульптором на конкурс памятника великому князю в 1990 году и получившего вторую премию. Это бронзовый бюст на гранитном постаменте, над которым воздвигнута металлическая арка-сень. На кольце в арке литыми знаками написано «1240—1990»; на бюсте — «Александр Невский». Высота бюста — 0,8 м, высота постамента — 3,8 м.

### Памятник лейб-гвардии Гусарскому его величества полку
В 2003 году с юга был установлен и 10 июня освящён памятный знак месторасположения лейб-гвардии Гусарского Его Величества полка. Установлен в соответствии с программой Министерства обороны РФ «Санкт-Петербург — военно-научный и военно-промышленный центр страны» при поддержке администрации Санкт-Петербурга.
Проект памятного знака был разработан архитекторами архитектурной мастерской «ДАРСИ» совместно с военными архитекторами кафедры Военной архитектуры Военного инженерно-технического университета ВИТУ (Руководитель проекта, консультант командующего войсками Ленинградского военного округа В. Н. Филиппов. Архитекторы: доктора архитектуры М. А. Бунин и В. И. Мухин, кандидат архитектуры Е. Е. Лаврушин, архитекторы В. В. Смолин и В. Н. Головкин). Изготовлен «Балтийской строительной компанией» БСК.

### Памятник князю Олегу Константиновичу
29 сентября 2015 года был торжественно открыт и освящён памятник погибшему в 1914 году князю императорской крови Олегу Константиновичу, служившему в рядах лейб-гвардии Гусарского его величества полка. Установка памятника состоялась по инициативе Фонда Людвига Нобеля. Памятник был изготовлен под руководством члена Московского Союза художников Ярослава Бородин по модели, созданной в 1915 году скульптором, академиком Лишевым.

### Церковный дом, церковно-приходская школа
С 1997 по 2002 год длились судебные разбирательства, связанные с освобождением гаражно-строительным кооперативом территории собора. Для владельцев гаражей были устроены новые на другом месте.
В ноябре 2001 года на основании распоряжения губернатора Санкт-Петербурга началось проектирование двухэтажного нежилого здания площадью около 1000 квадратных метров и его строительство на освободившейся территории, проведённое в 2003 году «Балтийской строительной компанией». Здание использовалось для церковных служб и православной гимназии. В настоящее время в доме проводятся занятия церковно-приходской школы святых равноапостольных Кирилла и Мефодия.
В начале 2011 года Управление Росреестра по Санкт-Петербургу отказало приходу в государственной регистрации права собственности на здание из-за отсутствия документов, подтверждающих строительство дома и его ввод в эксплуатацию. В 2012 году арбитражный суд удовлетворил иск о передаче здания церковно-причтового дома в собственность прихода.
В марте 2017 года на фронтоне здания был устроен керамический барельеф с изображением святых Кирилла и Мефодия.

### Могила протоиерея Алексия Махонина
В 1999 году к востоку от собора был погребён протоиерей Алексий Махонин (1914—1999), служивший в храме с 1996 года. Над могилой устроена гранитная плита. Территория огорожена невысокой оградой. Еженедельно, по субботам, на могиле служится лития.

### Малый церковный дом
К юго-востоку от площади находится дом с приёмной настоятеля собора (Огородная улица, дом 1). Здание было построено в середине XX века и принадлежало картонажной фабрике. Оно было передано собору в 1991 году, претерпело капитальный ремонт. Открыто в январе 1995 года. Первоначально (до 1998 года) в цокольной части проходили занятия воскресной школы. В настоящий момент приёмная представляет собой одноэтажное здание с мансардой и подвальными помещениями.

### Софийский павильон
К западу от малого церковного дома (по Артиллерийской улице) в 2014 году было выстроено здание павильона. В главном зале здания проводятся благотворительные акции, концерты, лекции. Главный вход в павильон оформлен портиком с изображением большого герба Царского Села.

## Традиции
Собор поддерживает традиции, присущие полковому храму. В настоящее время тесное сотрудничество связывает храм с расположенными в Пушкине военными учебными заведениями. Ежегодно в стенах и на территории собора совершаются молебны для военнослужащих и курсантов, принимается присяга.
Ежегодно на Рождество Христово развёртывается полевая кухня для всех желающих, а также устраивается вертеп с настоящими животными.

## Факты
В Екатерининском дворце до Великой Отечественной войны хранилась модель Софийского собора в Царском Селе, изготовленная в 1780-х годах. Она была изготовлена из дерева, холста и железа и расписана. После оккупации она исчезла. Неизвестно, является ли эта модель точной копией современного здания собора или это созданная по указанию Екатерины II копия первого проекта, переданная Императорскую Академию художеств.
В селе Стратилатовка (Каменка) Изюмского уезда Харьковской губернии в 1832 году полковник Иван Васильевич Малиновский (сын В. Ф. Малиновского) с матерью Анной Андреевной Самборской (дочь протоиерея А. А. Самборского) построили Софиевскую церковь — точную копию Царскосельского Софийского собора. Храм был уничтожен во время Великой Отечественной войны.
Ранее Павел I предполагал построить, подобный Софийскому, военный Екатерининский собор в Гатчине.
До этих планов по заказу П. П. Коновницына в 1788—1798 годах в селе Каплуновка Богодуховского уезда Харьковской губернии была возведена церковь Рождества Пресвятой Богородицы «точно такой величины, какая была построена по плану придворного архитектора Камерона в городе Софии близ Царского Села».
Два настоятеля Софийского собора были членами Государственной думы Российской империи — протоиереи Блажевич и Сырнев.

## Приход

### Приписные храмы
К приходу Софийского собора приписаны храмы:
в Пушкине
- Сергиевская церковь, бывшего лейб-гвардии 2-го стрелкового Царскосельского полка при Духовно-просветительском центре Царскосельского благочиния — действующая.
- Иулиановская церковь, бывшего лейб-гвардии Кирасирского его величества полка — восстанавливается, регулярно служатся молебны.
- Казанская церковь на Казанском кладбище — восстанавливается, действующая; кроме того, действует Никольская часовня, расположенная в колокольне.
- Пантелеймоновская церковь при Городской больнице № 38 имени Н. А. Семашко — действующая.
- Скорбященская церковь при бывшей общине Красного Креста — действующая.
- Церковь Рождества Пресвятой Богородицы при бывшей Царскосельской гимназии — богослужения не проводятся.
- Часовня Благовещения Пресвятой Богородицы на Кузьминском кладбище — действующая. Некоторое время к собору был приписан планировавшийся к строительству Храм Архистратига Михаила и святого великомученика Георгия Победоносца на Царскосельском Братском кладбище героев Первой мировой войны. Планы были изменены, по данным на 2015 год предполагается восстановление деревянного храма иконы Божией Матери «Утоли моя печали»[12].

в Санкт-Петербурге
- Часовня святителя Тихона Московского на Южном кладбище — действующая.

в Тосненском районе
- Церковь Смоленской иконы Божией Матери на церковном подворье в деревне Мыза (Поги) — действующая/

### Социальная деятельность прихода
На подворье собора в Погах устроен Социальный дом (дом престарелых). Проект ведётся совместно с социологическим факультетом Санкт-Петербургского государственного университета.